# Jatropha tenuicaulis
Jatropha tenuicaulis är en törelväxtart som beskrevs av Mats Thulin. Jatropha tenuicaulis ingår i släktet Jatropha och familjen törelväxter. Inga underarter finns listade i Catalogue of Life.